# Константин Родосский
Константин Родосский (между 870 и 880, Линдос, остров Родос — после 931) — византийский поэт.
О его биографии сохранилось мало сведений. Известно, что он служил секретарём важного чиновника по имени Самона, а после отставки этого чиновника в 908 году оказался при дворе императора Льва VI Мудрого, продолжив затем службу и при Константине VII Багрянородном.
Сохранившееся поэтическое наследие Константина Родосского представлено эпиграммами на религиозные темы (в которых он, в частности, прославляет православную веру и императора и подвергает жестокой критике язычество и культуру Древней Греции) и сатирическими стихами-ямбами, посвящёнными высмеиванию двух его современников — императорского придворного Льва Хиросфакта и евнуха Феодора Пафлагонца; сатирический эффект в данных ямбах достигался поэтом посредством использования многочисленных повторов и введения в текст стихотворения сложных и звучащих гротескно неологизмов: примером попытки перевода его «терминов» на русский язык является слово «псалтострунносамбукоорганозвучие».
Кроме того, сохранился его экфрасис, написанный ямбическим триметром и датируемый 931 годом, в котором автор описывает мозаичные изображения так называемых «семи чудес Константинополя» и церковь Святых Апостолов; это сочинение написано им в традициях византийской энциклопедической литературы начала X века.